# Mario Rondón
Mario Rondón (n. 26 martie 1986, Caracas, Venezuela) este un fotbalist venezuelean și portughez, care joacă pe post de atacant la Radomiak Radom⁠(d) în Ekstraklasa. Pe plan internațional, are prezențe la națională pentru Venezuela.